# Bobok
Bobok (En russe: Бобок) est une nouvelle fantastique de l'écrivain russe Fiodor Dostoïevski, publiée en février 1873 dans son Journal d'un écrivain. Le titre pourrait être traduit littéralement en français par "petit haricot", quoique dans le contexte, on puisse le comprendre comme un synonyme de « non-sens ».

## Résumé
Le narrateur, une sorte d'écrivain raté du nom d'Ivan Ivanovitch, entend quotidiennement une voix qui répète: "Bobok, bobok!". En allant à l'enterrement d'une connaissance, il s'allonge dans le cimetière. Soudain, il s'aperçoit qu'il entend les voix des cadavres sous la terre, qui discutent de choses et d'autres: de cartes, de scandales politiques, etc. Alors que les défunts, qui ont décidé d'abandonner toute honte maintenant qu'ils sont morts, s'apprêtent à révéler tous les détails honteux de leur vie, Ivan Ivanovitch éternue, plongeant le cimetière dans le silence. Ivan quitte alors le cimetière, peiné de la perversité qui règne jusqu'au cimetière, mais ayant tout de même trouvé un sujet pour être publié.

## Postérité
Cette expression a notamment été reprise dans le film Gente di Roma du réalisateur italien Ettore Scola. Parmi les nombreux microrécits qui composent le film, l'un d'eux relate le passage d'un homme dans un cimetière à la suite des funérailles du père d'un collègue. Il confiera alors au quatrième mur qu'il entend la voix des morts qui y sont enterrés. L'homme affirmera être particulièrement « frappé » par l'un d'entre eux qui ne cesse de répéter « bobok ». Dans le générique du film, Ettore Scola remercie explicitement Dostoïevski à cet effet.

## Éditions françaises
- Dernières Miniatures (cette édition regroupe les courts récits suivants : Bobok, Petites Images, Le Quémandeur, Petites Images (En voyage), Le Garçon "à la menotte" , Le Moujik Maréi, La Centenaire, Le Triton), traduites par André Markowicz, Arles, Éd. Actes Sud, Collection Babel, 2000.  (ISBN 2 7427 3106 7)